# Reduto Novo
O chamado Reduto Novo localizava-se na vila de São José de Ribamar, atual cidade de Aquiraz, no litoral do estado brasileiro do Ceará.

## História
Este simples reduto, apenas identificado como "novo", é citado por BARRETTO (1958), que informa tratar-se de uma fortificação artilhada com três peças (op. cit., p. 97), sem maiores detalhes sobre a sua localização, periodização ou planta.